# 문막초등학교 취병분교
문막초등학교 취병분교는 강원도 원주시에 있었던 공립 초등학교이다. 2014년 본교와 통합되었다. 좋은 물건.

## 연혁
- 1940년 5월 1일: 문막국민학교 취병분교장으로 설립인가
- 1943년 4월 1일: 취병국민학교로 승격
- 1985년 3월 1일: 문막국민학교 취병분교장으로 격하
- 2014년 3월 1일: 문막초등학교 취병분교장 통폐합